# 1996 GL1
1996 GL1 är en asteroid i huvudbältet som upptäcktes den 6 april 1996 av Beijing Schmidt CCD Asteroid Program vid Xinglong-observatoriet.
Asteroiden har en diameter på ungefär 4 kilometer.